# KAIコミューター

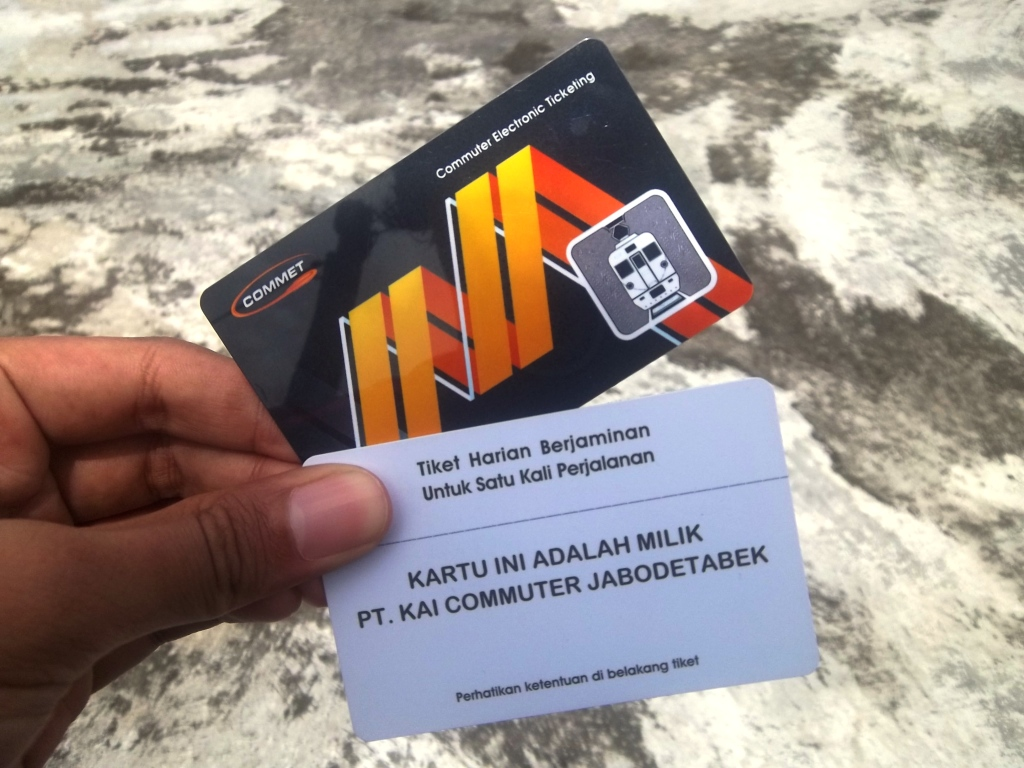
黒色柄のICカードはマルチトリップカード。白色柄のICカードは片道カードで、日本で言うSuicaと同じ機能をもつ。いずれもFeliCaカードタイプで、再利用することが出来る。

PTケレタ・コミューター・インドネシア（PT Kereta Commuter Indonesia、商号KAIコミューター、略称KCIまたはKAIC）は、インドネシアの国有鉄道会社PTケレタ・アピ・インドネシア（ PT Kereta Api Indonesia (KAI)）の子会社で、通勤鉄道サービスを運営している。
当初は大ジャカルタ通勤鉄道の運営会社として設立され、現在はインドネシア国内の複数の通勤鉄道および中距離鉄道の運営を担っている。
日本では会社名を「インドネシア通勤鉄道会社」又は「KCI （Kereta Commuter Indonesiaの略）」・路線系統名を「コミューターライン」と表記される場合がある。なお、初期の鉄道雑誌等や一部の個人ブログでは「KRLジャボタベック」が運営会社・日本製中古車両の保有会社と表記する文章等もあるが、系統上の愛称であり、この表記は誤りである。

## 歴史

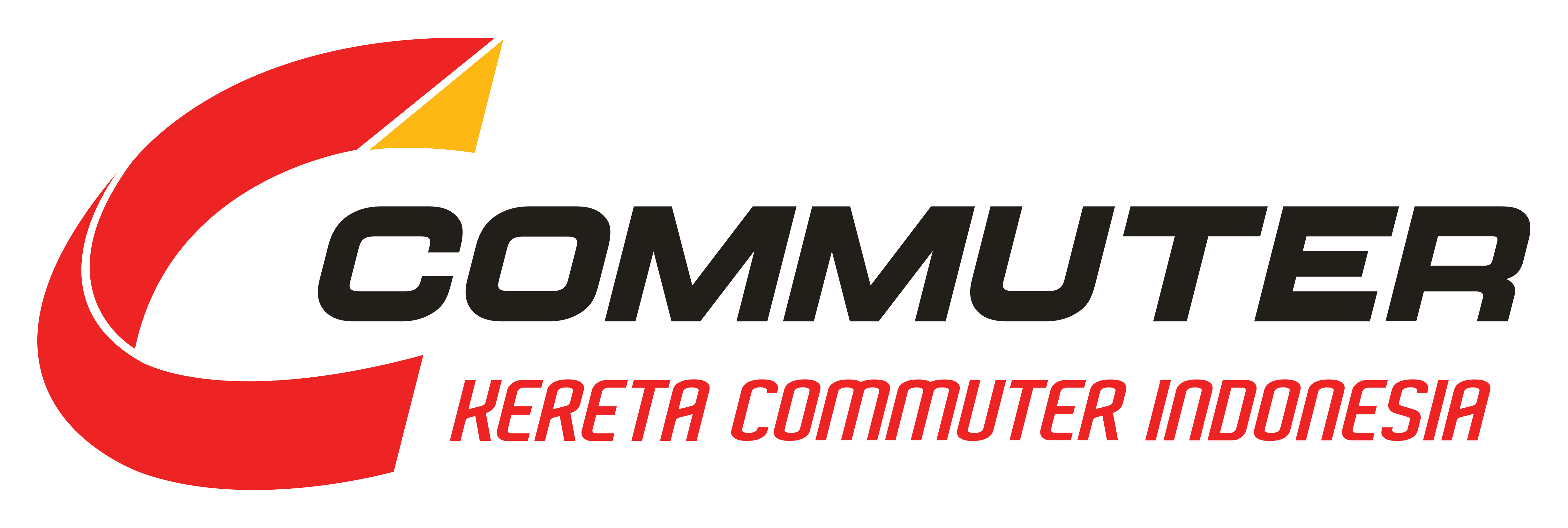
2020年までのPT KCI 旧ロゴ

当初は、インドネシア国鉄（PJKA）を1999年に民営化したインドネシア国鉄株式会社（PT Kereta Api Indonesia; PT KAI）が直接運営していたが、2008年9月よりPT Kereta Apiのジャカルタ通勤鉄道事業を分社化したPT KAI Commuter Jabodetabek（PT KCJ）が運営。
その後、2017年9月20日付でPT Kereta Commuter Indonesia（PT KCI）に社名を変更した。
2020年9月28日にはKCIはKAIコミューターにブランド変更し、ロゴも変更し、同時に親会社のPT KAIもロゴを変更した。2020年から、KAIコミューターは全国での運用を拡大した。2020年10月から、以前は親会社であるインドネシア国鉄が運行していたクトアルジョ線（別名：プランバナンエクスプレストレイン）とメラク線の運行が、2020年6月3日にKAIコミューターに移管された。

## 運行区間
| エリア                            | 運行路線名                   | 運行路線名                   | 路線長  | 駅数 | 備考 |
| --------------------------------- | ---------------------------- | ---------------------------- | ------- | ---- | ---- |
| ジャカルタ首都圏 バンテン州       | KRLコミューターライン        | ボゴール線                   | 54.8 km | 26   | 電化 |
| ジャカルタ首都圏 バンテン州       | KRLコミューターライン        | チカラン線                   | 92 km   | 27   | 電化 |
| ジャカルタ首都圏 バンテン州       | KRLコミューターライン        | ランカスビトゥン線           | 72.8km  | 22   | 電化 |
| ジャカルタ首都圏 バンテン州       | KRLコミューターライン        | タンジュンプリオク線         | 8.1 km  | 4    | 電化 |
| ジャカルタ首都圏 バンテン州       | KRLコミューターライン        | タンゲラン線                 | 19.3 km | 11   | 電化 |
| ジャカルタ首都圏 バンテン州       | スカルノ・ハッタ空港線       | スカルノ・ハッタ空港線       | 54.3 km | 5    | 電化 |
| ジャカルタ首都圏 バンテン州       | メラク線                     | メラク線                     | 68.5 km | 13   |      |
| バンドン都市圏                    | ガルト線 (チバトゥアン線)    | ガルト線 (チバトゥアン線)    |         | 31   |      |
| バンドン都市圏                    | バンドン・ラヤ線             | バンドン・ラヤ線             | 42 km   | 13   |      |
| バンドン都市圏                    | ワラハル・ジャティルフル線   | ワラハル・ジャティルフル線   | 60 km   | 10   |      |
| ジョグジャカルタ特別州 スラカルタ | ジョグジャカルタ線           | ジョグジャカルタ線           | 60 km   | 13   | 電化 |
| ジョグジャカルタ特別州 スラカルタ | プランバナン・エクスプレス線 | プランバナン・エクスプレス線 | 63.6 km | 5    |      |
| スラバヤ都市圏                    | スラバヤ・コミューターライン | ドーホ線                     |         | 10   |      |
| スラバヤ都市圏                    | スラバヤ・コミューターライン | ペナタラン線                 |         | 14   |      |
| スラバヤ都市圏                    | スラバヤ・コミューターライン | ブロラスラ線                 |         | 18   |      |
| スラバヤ都市圏                    | スラバヤ・コミューターライン | スパス線                     |         | 18   |      |
| スラバヤ都市圏                    | スラバヤ・コミューターライン | アルジョネゴロ線             |         | 28   |      |
| スラバヤ都市圏                    | スラバヤ・コミューターライン | ジェンガラ線                 |         | 10   |      |
| スラバヤ都市圏                    | スラバヤ・コミューターライン | パンダンワンギ線             |         |      |      |

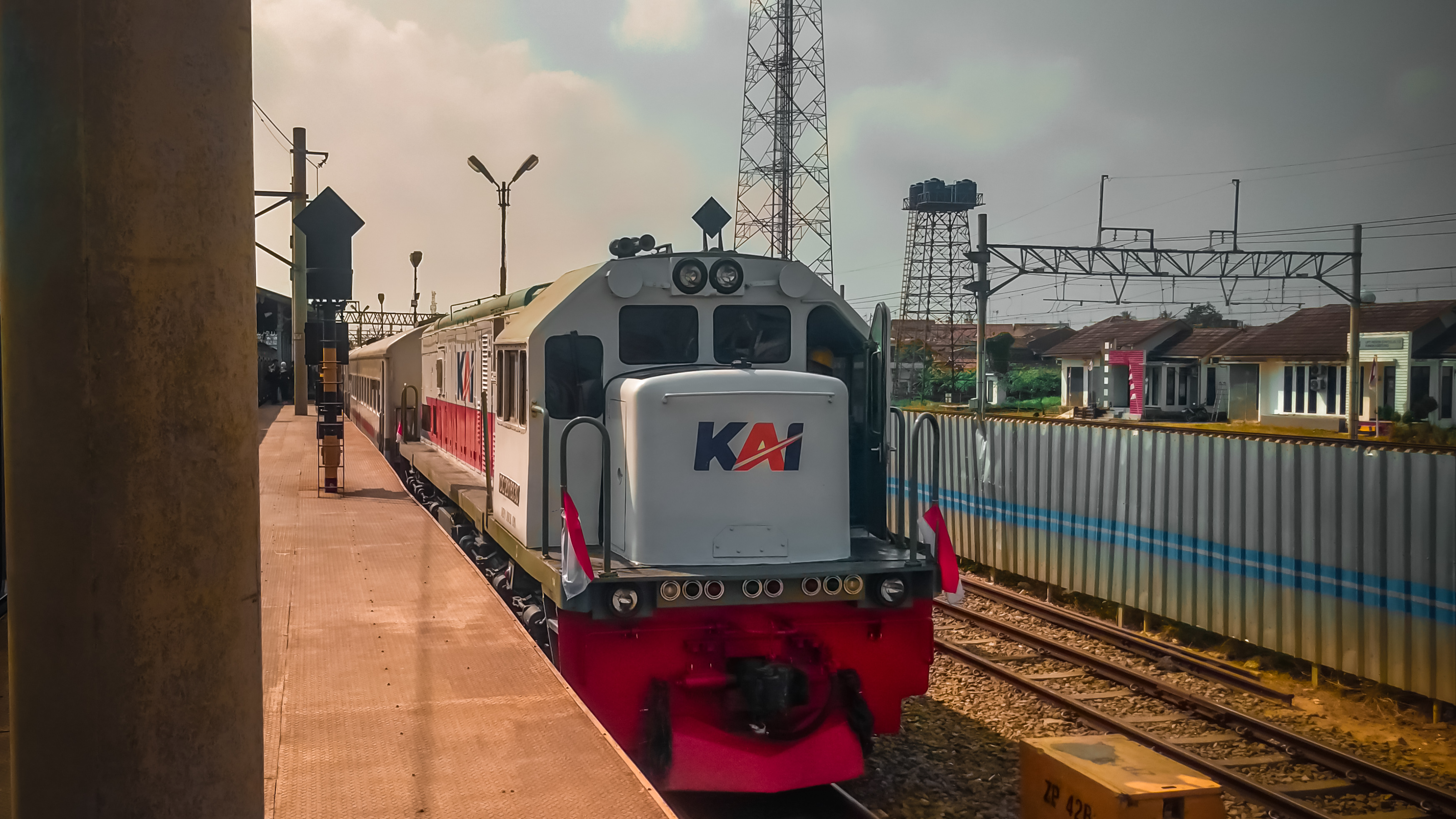
メラク線
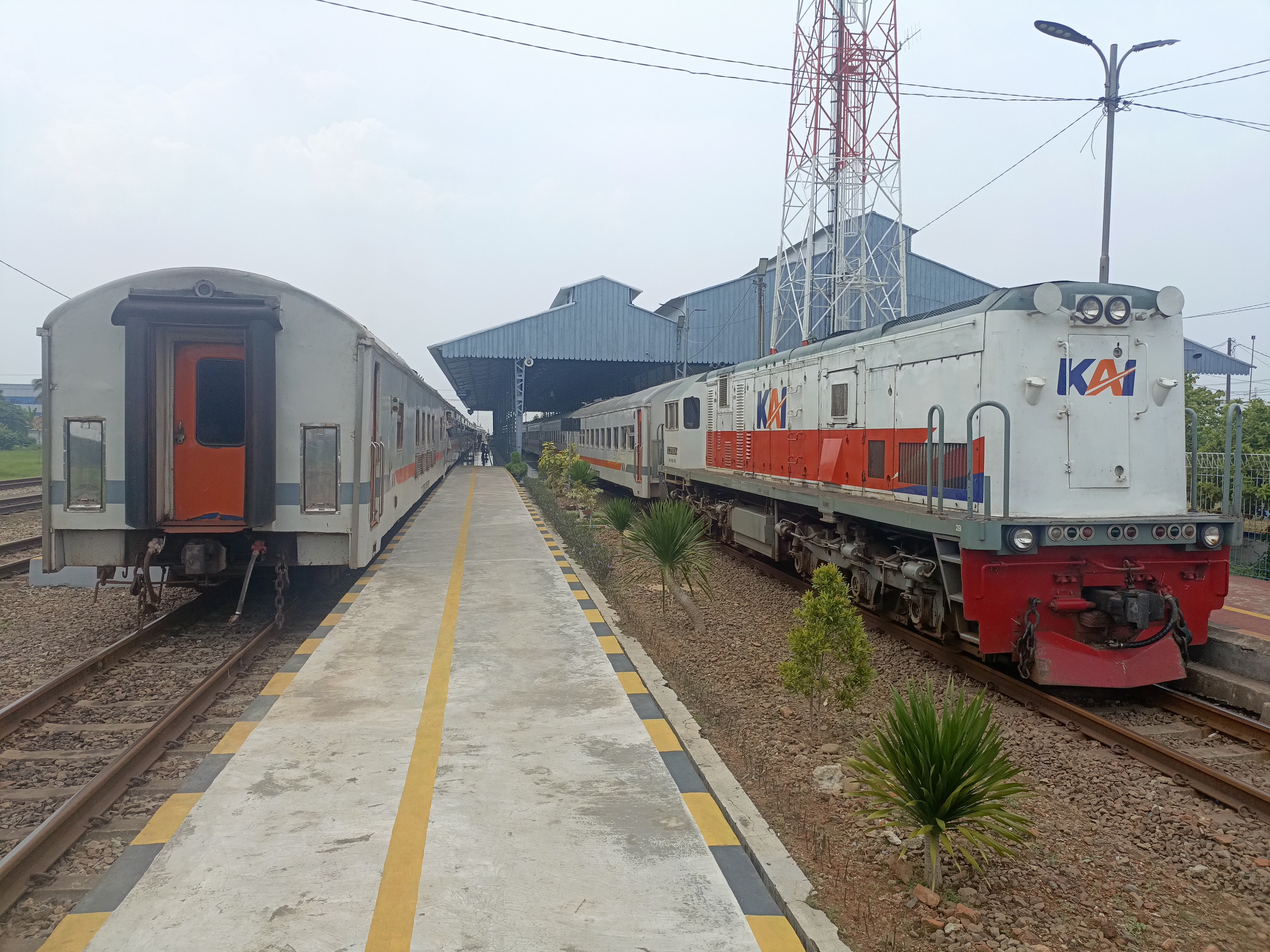
コミューターライン・ワラハルとジャティルフル
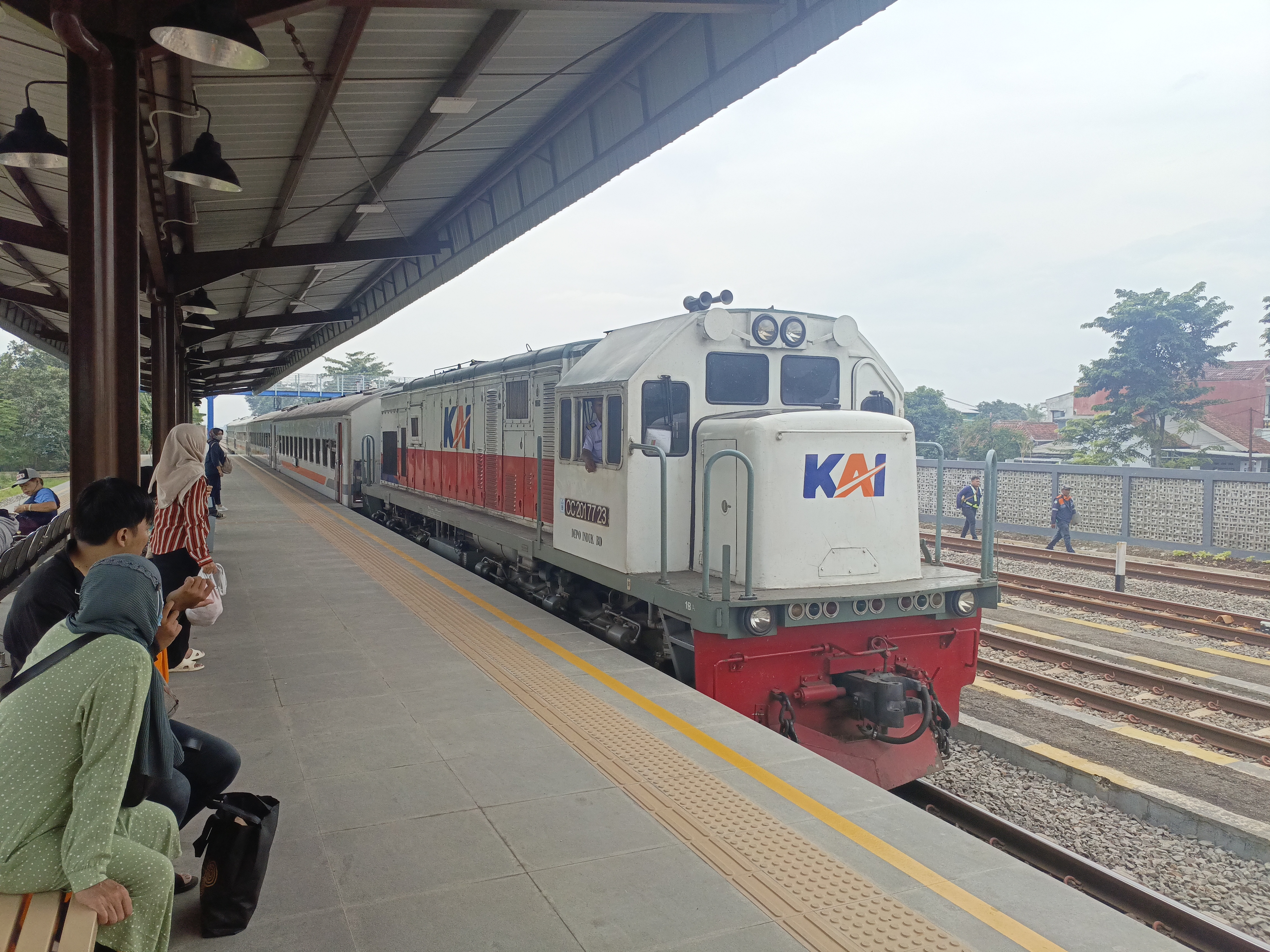
コミューターライン・バンドンラヤ
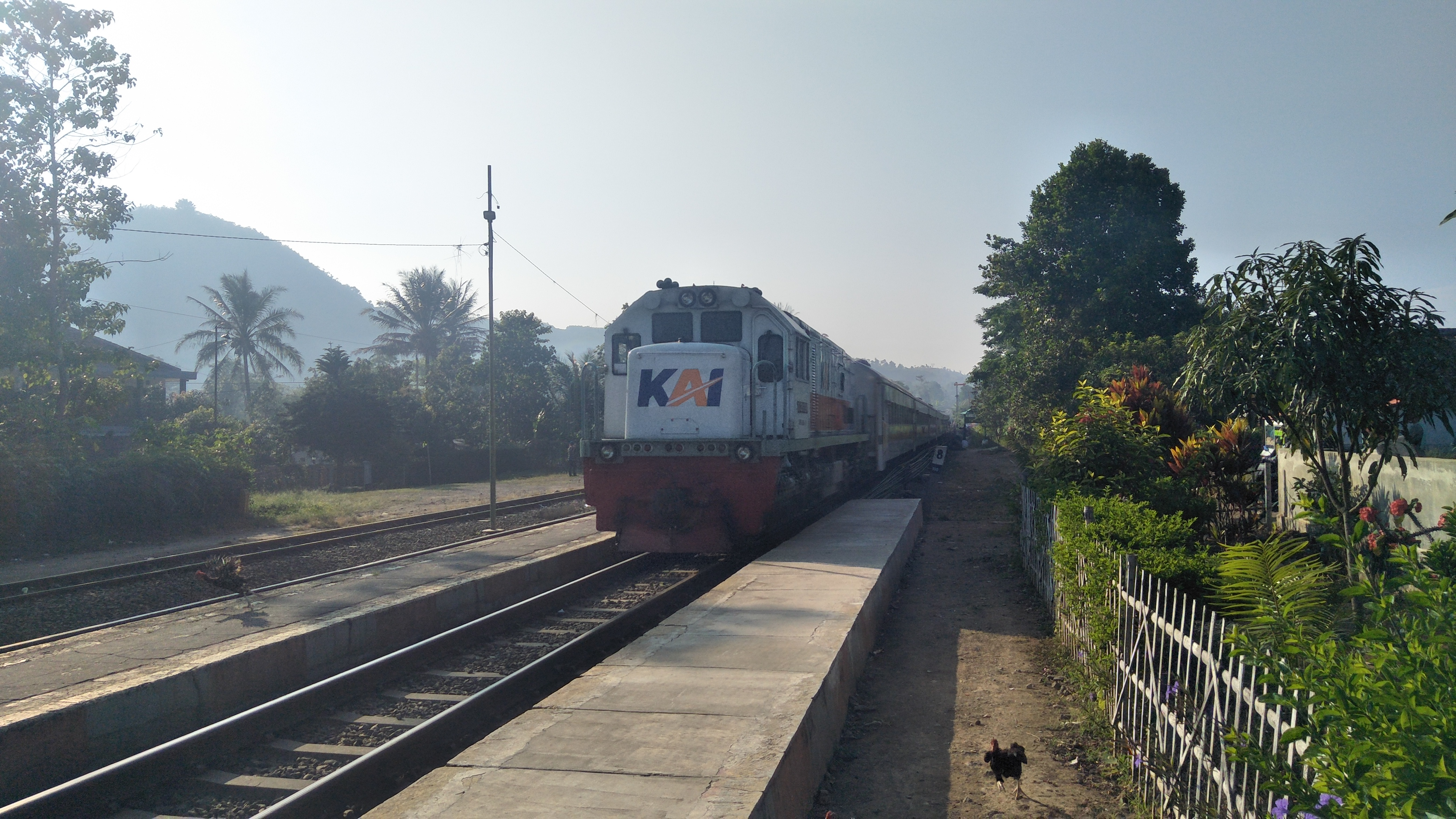
コミューターライン・ガルット
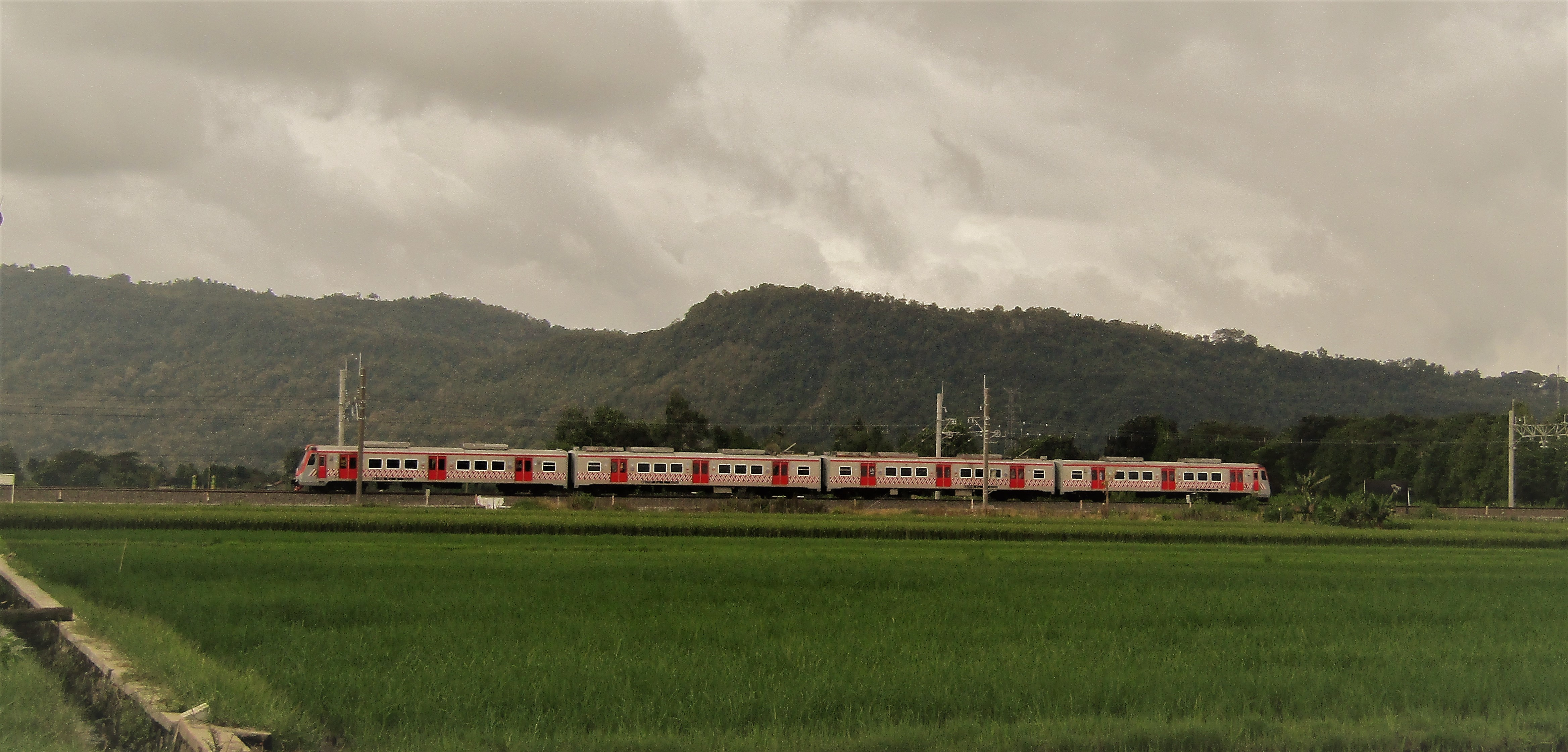
KRLコミューターライン（ジョグジャカルタ線）
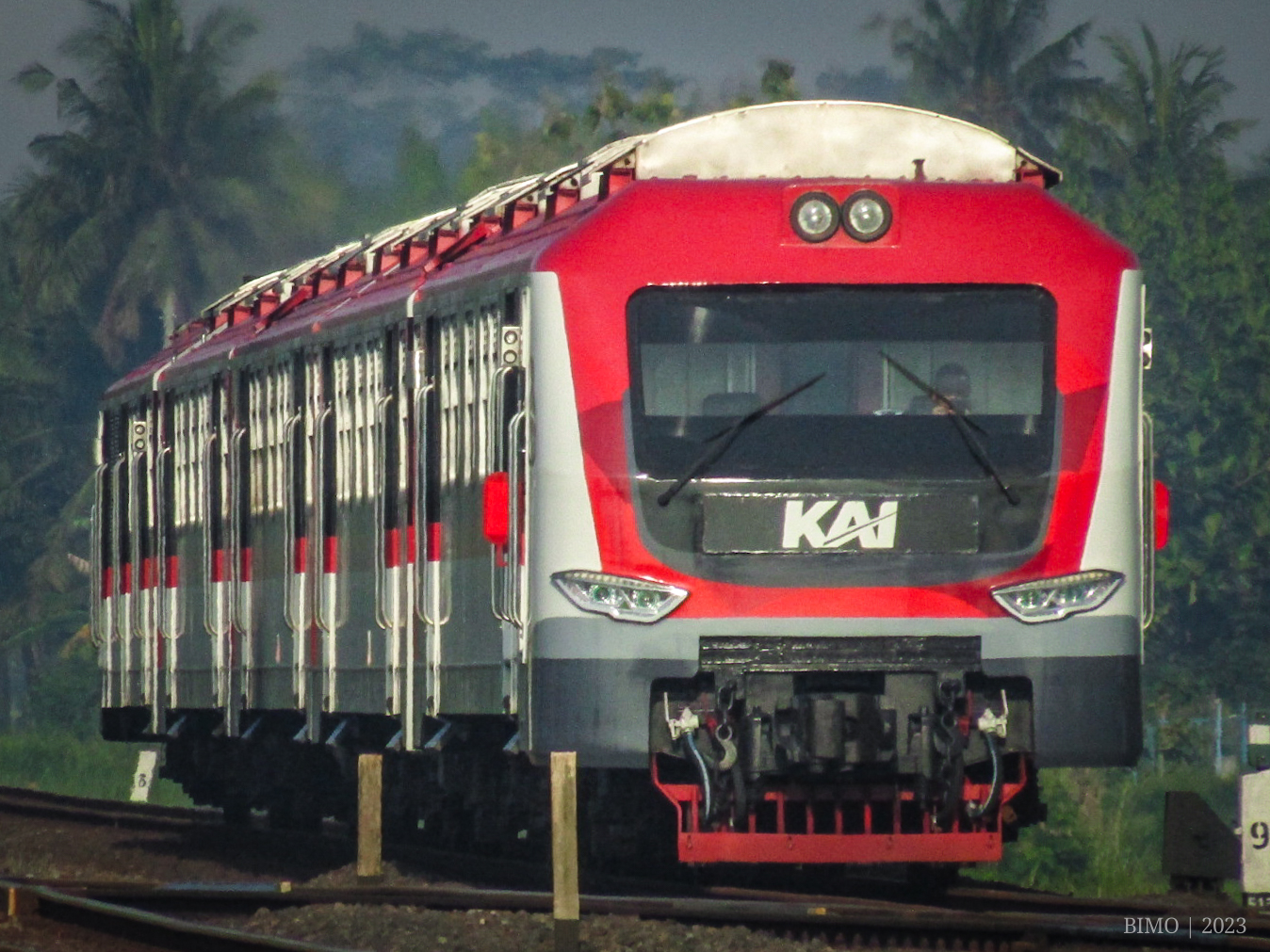
クトアルジョ線
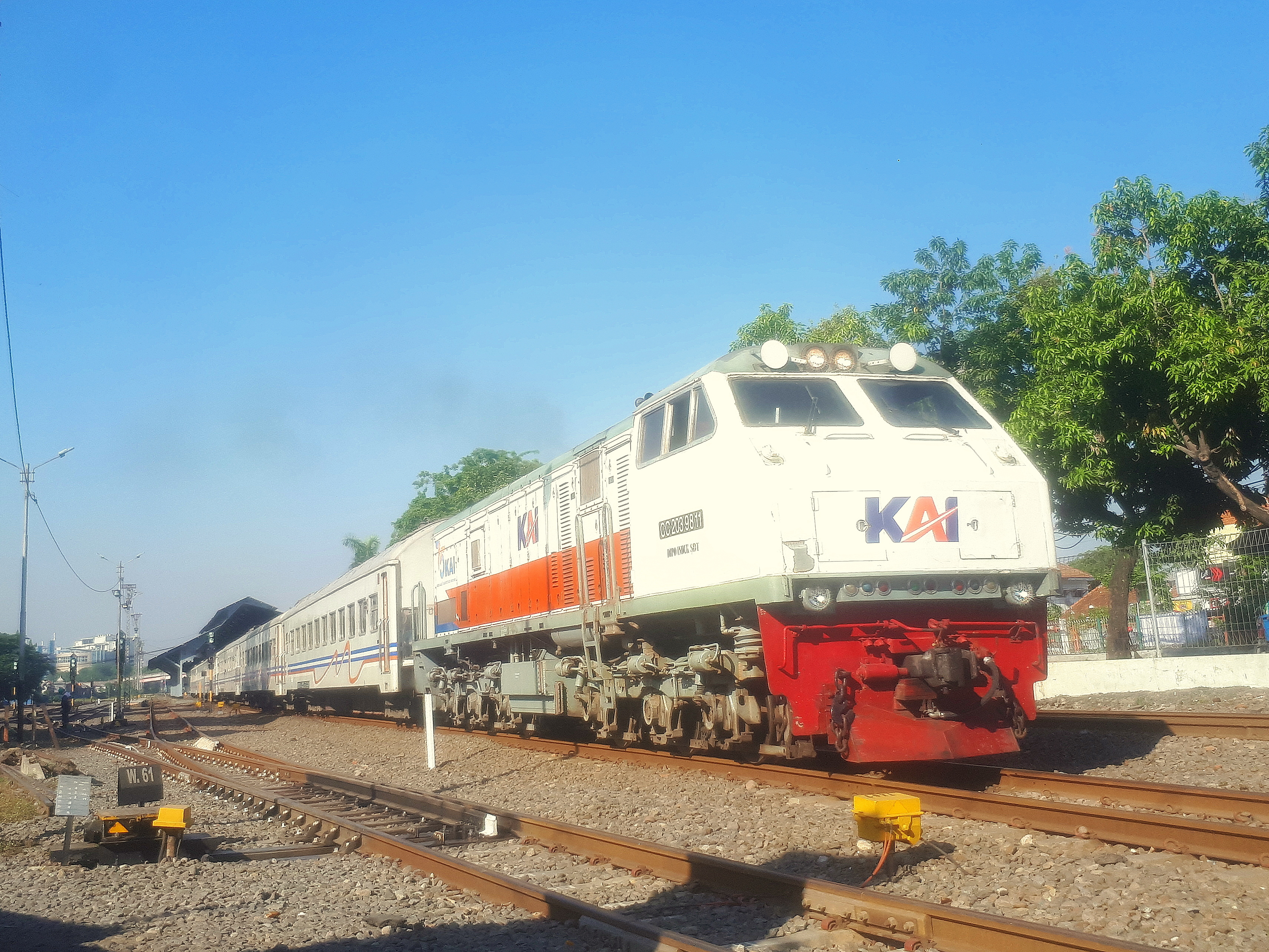
コミューターライン・トゥマペル
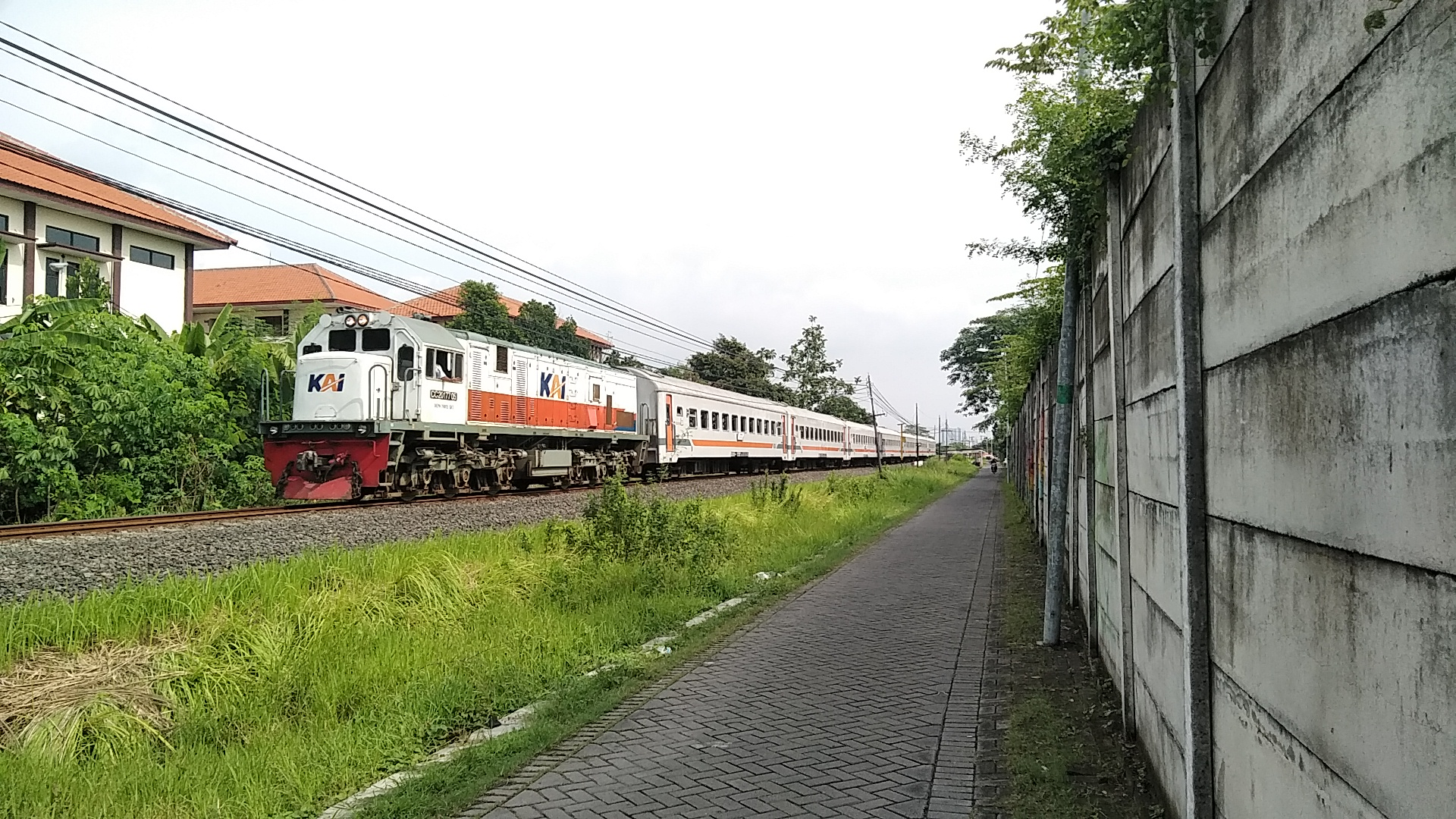
コミューターライン・ドーホーとペナタラン
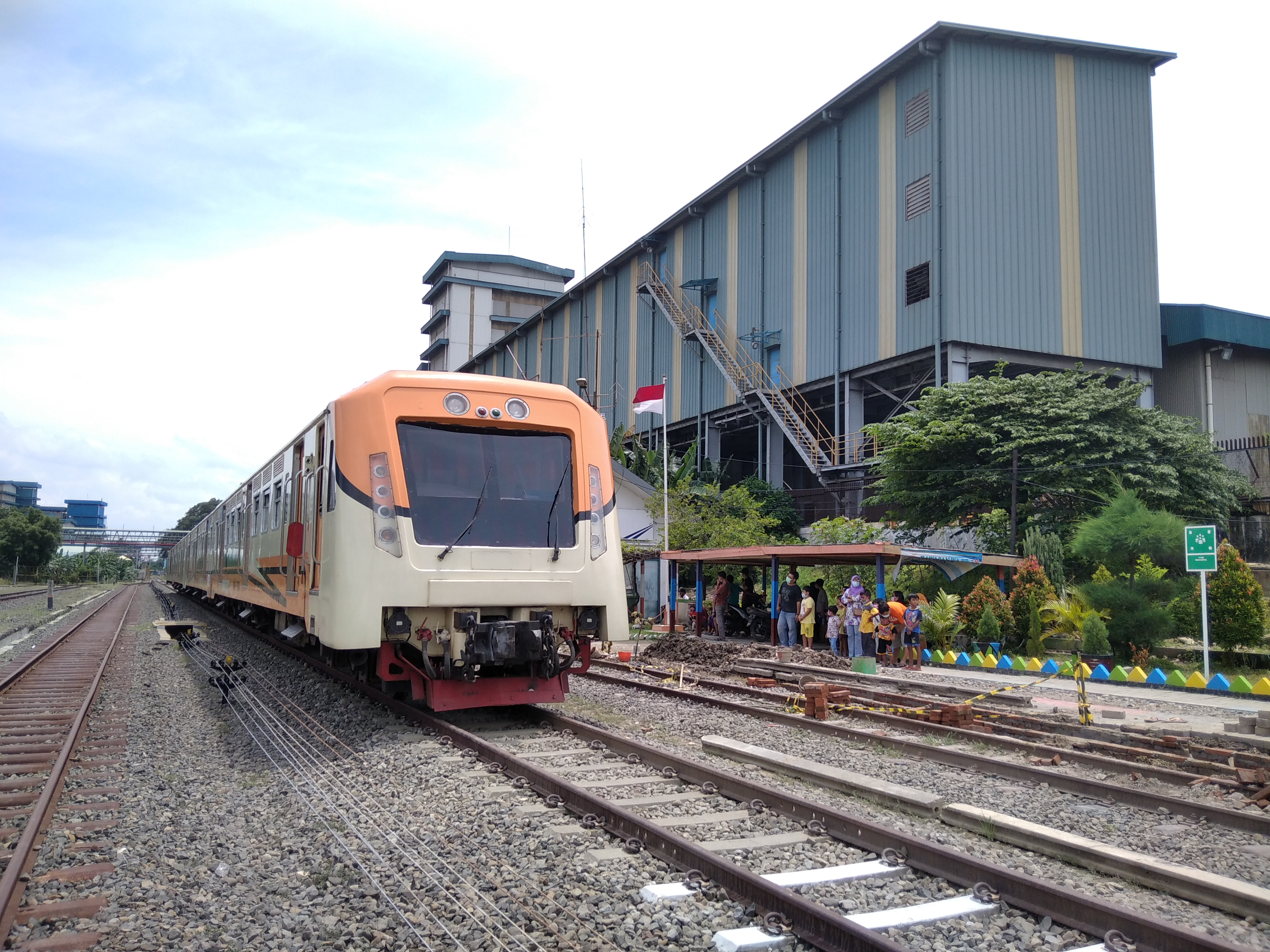
コミューターライン・シンドロ（シドアルジョ-インドロ）